# Saint-Anthot
Saint-Anthot é uma comuna francesa na região administrativa da Borgonha-Franco-Condado, no departamento de Côte-d'Or. Estende-se por uma área de 4,09 km². Em 2010 a comuna tinha 58 habitantes (densidade: 14,2 hab./km²).